# Батьков (Львовская область)
Ба́тьков (укр. Батьків) — село в Подкаменской поселковой общине Золочевского района Львовской области Украины на реке Вятына.
Население по переписи 2001 года составляло 497 человек. Занимает площадь 1,496 км². Почтовый индекс — 80665. Телефонный код — 3266.